# EM Strasbourg Business School
EM Strasbourg Business School, tidigare EM Strasbourg, är en fransk handelshögskola (Grande École) som anses vara världens äldsta handelshögskola. EM Strasbourg ligger i Strasbourg.
Skolan grundades år 1919 som Institut d’enseignement commercial supérieur. EM Strasbourg bedriver utbildningar från kandidatnivå till doktorsnivå, med ett huvudfokus på masterutbildningar inom management och finans.
År 2019 låg EM Strasbourg Business School på 85:e plats bland Financial Times rankinglista över europeiska handelshögskolor.
EM Strasbourg är ackrediterat av handelskammaren i Strasbourg och har ackrediterats av AACSB, EPAS och AMBA. Bland skolans alumner finns flera företagsledare och politiker, till exempel Jean-Marc Zulesi.